# 雷神山医院
武汉雷神山医院，通称雷神山医院，位于中国湖北省武汉市江夏区军运村，是武汉市人民政府因2019新型冠狀病毒疫情疫情加重，於2020年1月25日開會決定建设的第二间临时专病医院，于2月6日竣工验收开始移交，2月8日正式开始收治转院病人。和火神山醫院一樣，专用于收治被2019新型冠狀病毒感染的病患，兩座医院分別處於長江的兩岸。工程原计划分為兩期，后改为一期二期同步建设，收容病床的容量將比火神山医院更大。2020年2月14日晚，雷神山医院32个病区1600张床位全部正式交付使用；其中17个病区780张床位交由辽宁省医疗队1013名医护人员接手。

## 命名
据环球网经长江日报报业集团获得的信息显示，雷神山医院的命名来自中国传说中惩罚罪恶之神雷神（雷公）。据古代传说，凡有不可饶恕之罪者，将遭其五雷轰顶而亡。
武汉火神山医院、雷神山医院命名缘由报道后，曾一度引发热议。由于医院命名并非来源于属地原地名，而来源于中国传说中的神话人物形象，且此前很少出现此种形式的命名，因此在命名初期，有部分网友一度认为此种形式的命名存在迷信的思想。而华东师范大学教授田兆元则认为，“雷神山”“火神山”的命名之间存在联系，在八卦中，火、雷相生，火属于离卦，雷属于震卦，都象征克制邪恶；他也认为火神、雷神这一命名不应被视迷信，而应该视作借助古代神话、民俗、医学传统以提振精神的手段。

## 沿革

### 筹备
2020年1月25日下午3点30分许，武汉市新型冠状病毒感染的肺炎疫情防控指挥部召开会议，决定在火神山医院外，另建立一间小汤山模式医院，拟命名为“雷神山医院”，设在江夏区，预计1300床，将于2月5日建成并交付卫生部门使用。工程原计划分為兩期，後來确定一期二期工程同步建设，并新增至1600张床位。

### 选址与设计
该医院选址于武汉市江夏区黄家湖的军运会运动员村3号停车场，並沿用部分原有建築，相對火神山可以省去些時間。该医院建筑设计于1月25日开始，和建筑施工同步。
据《湖北日报》报道，运动员村的草坪将被推平成为隔离区，运动员餐厅将在腾退后改建为医院生活区。雷神山醫護宿舍可容納2300人居住。

### 建筑施工
雷神山医院将分为两期工程施工，其中一期施工按1000张床位建设。该项目主要由中建三局负责，武钢下属单位也有参与。工程实施“两班倒”工作制日夜施工，于1月26日进入进场施工阶段，1月28日完成土地平整工作，同时污水处理和电力保障建设也在推进。1月27日，国家发展和改革委员会宣布下拨中央预算内投资3亿元人民币，补助火神山和雷神山医院建设。1月28日，部分建设材料经由京广铁路大花岭站运达施工现场。2月5日，雷神山医院建设进入尾声，基础设施建设均已完工，隔离病房、医护人员生活区等施工完成九成，6日，雷神山医院展开了验收工作，并开始逐步移交。2月8日交付使用。

### 關閉
2020年4月14日，雷神山医院所有患者轉移至別處。4月15日，雷神山醫院关闭。

## 设施

### 通信设施
据中国电信1月26日称，雷神山医院所在的黄家湖区域已经实现了4G和5G信号全覆盖。1月27日，中国联通方面的通稿则称，其基于军运会期间已经设置的设备对该区域的通信能力进行了扩容。1月28日，中国铁塔完成雷神山医院基站基础设施的新建和改造。

### 电力设施
2020年1月27日，国家电网宣布向两家医院建设捐赠价值6028万元人民币的实物物资。29日18时23分，武汉雷神山医院通电，完成全部电力配套工程建设。

## 其他相关

### 工地直播
雷神山医院和同期建设的火神山医院受到中国大陆民众广泛关注，两家医院的建设过程也在中央广播电视总台下属的央视频等平台在线直播。受疫情影响，大部分中国大陆民众待在家中减少外出，加上假期延长的因素感到无聊，部分民众在线观看医院建设直播，不少觀看的網友自我解嘲是「閑瘋帝」（諧音咸豐帝），“雲监工”意外成为热门话题，不久后央视频上线免费打榜功能，最高在线观看人数超七千万，观众还在直播间内进行讨论，并给直播中出现的各种作业车辆起各种外号甚至“打榜”。但是同时有观点认为这是将灾难娱乐化。

### 漏水
2月14日晚上至15日，武漢遭遇雨雪天氣，網上流傳火神山醫院嚴重漏水的短片。湖北當局對此稱，漏水發生在雷神山醫院尚未交付使用的病區，正在趕緊維修整改工作。

## 资料
- 2020年1月25日，武汉第二座应急医院“雷神山医院”火速开工
- 2020年3月1日，部分雷神山患者采用纯中医方案治疗出院
- 2020年4月14日 历时67天 武汉雷神山医院患者清零
- 2020年8月20日 雷神山医院外的重逢：康复患者向医生道谢
- 2020年4月14日 历时67天 武汉雷神山医院患者清零